# Stinesville (Indiana)
Stinesville es un pueblo ubicado en el condado de Monroe en el estado estadounidense de Indiana. En el Censo de 2010 tenía una población de 198 habitantes y una densidad poblacional de 707,85 personas por km².

## Geografía
Stinesville se encuentra ubicado en las coordenadas 39°17′59″N 86°38′0″O / 39.29972, -86.63333. Según la Oficina del Censo de los Estados Unidos, Stinesville tiene una superficie total de 0.28 km², de la cual 0.28 km² corresponden a tierra firme y (0%) 0 km² es agua.

## Demografía
Según el censo de 2010, había 198 personas residiendo en Stinesville. La densidad de población era de 707,85 hab./km². De los 198 habitantes, Stinesville estaba compuesto por el 97.47% blancos, el 0% eran afroamericanos, el 0% eran amerindios, el 0% eran asiáticos, el 0.51% eran isleños del Pacífico, el 1.01% eran de otras razas y el 1.01% pertenecían a dos o más razas. Del total de la población el 2.02% eran hispanos o latinos de cualquier raza.